# Edward Robinson (Theologe)

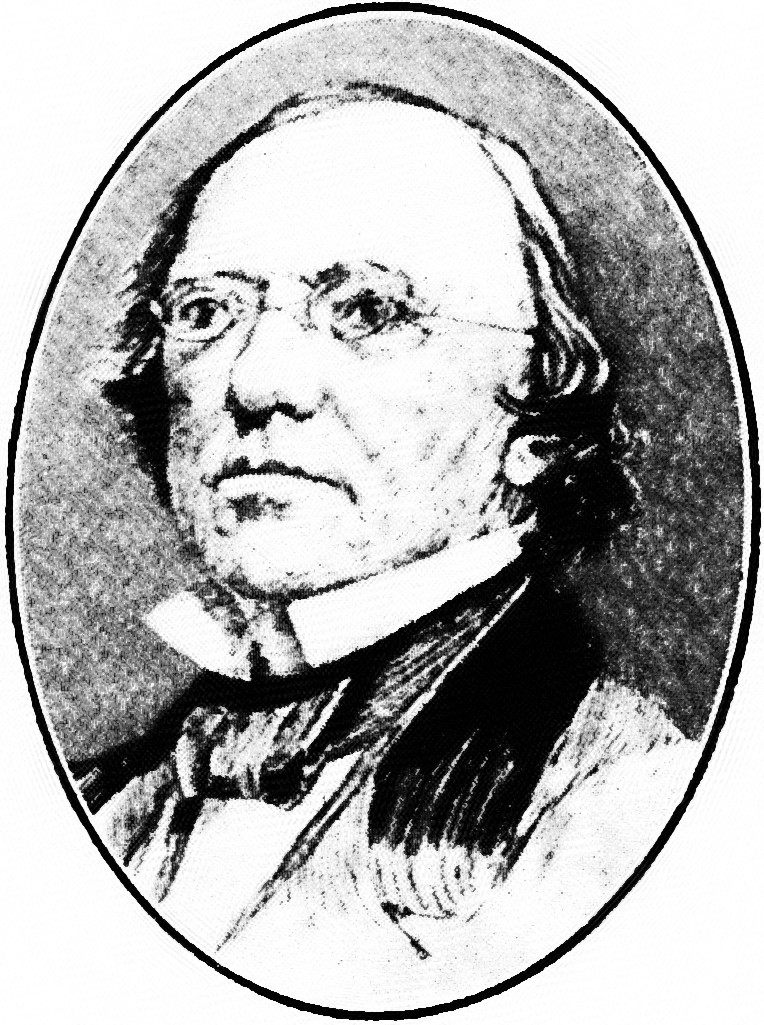
Edward Robinson

Edward Robinson (* 10. April 1794 in Southington, Connecticut, Vereinigte Staaten; † 27. Januar 1863 in New York) war ein protestantischer Theologe und Erforscher Palästinas.

## Leben
Edward Robinson besuchte das Hamilton College in Clinton im Bundesstaat New York, an dem er 1816 Lehrer der Mathematik und der griechischen Sprache wurde, zog sich aber 1818 auf die Besitzungen seiner Gattin zurück. Nach deren Tod widmete er sich ab 1821 in Andover in Massachusetts dem Studium der Theologie und wurde 1823 Lehrer am dortigen theologischen Seminar. 1826 ging er nach Europa, um zunächst in Paris, dann in Halle und Berlin biblisch-orientalische Sprachen zu studieren. In Halle heiratete er 1828 die Schriftstellerin Therese von Jacob, bereiste Deutschland, Frankreich, Italien, die Schweiz und kehrte 1830 mit ihr nach Andover zurück. Dort lehrte er als Professor ab 1830 biblische Exegese im Andover Theological Seminary und begründete 1831 die Zeitschrift The Biblical Repository. Von 1833 bis 1837 lebte er in Boston und wurde danach Professor der biblischen Literatur am Union Theological Seminary in New York City.
1837–1838 durchwanderte Robinson, meist mit dem Missionar Eli Smith, Ägypten, die Sinaihalbinsel und Palästina, hielt sich 1839–40 in Berlin auf und kehrte dann über England nach New York zurück. 1847 wurde er in die American Academy of Arts and Sciences gewählt und 1852 als korrespondierendes Mitglied in die Preußische Akademie der Wissenschaften aufgenommen. Im Sommer 1852 unternahm er eine neue Reise durch Palästina.
Bei seinen Forschungsaufenthalten in Palästina erfasste und bestimmte Robinson als einer der ersten Wissenschaftler der Neuzeit eine große Anzahl archäologischer Relikte. So entwickelte er eine Methode, die im Alten Testament genannten Orte zu identifizieren und bestimmte unter anderem die dritte Mauer Jerusalems. Robinson gilt als Begründer der modernen, wissenschaftlichen Topografie Palästinas.
Die epochemachenden Ergebnisse seiner Reisen ins Morgenland legte Robinson nieder in Biblical researches in Palestine, Mount Sinai, and Arabia Petraea  (3 Bde., London und Boston 1841; 3. Auflage 1867; deutsch 3 Bde., Halle 1841–42), einem von der Royal Geographical Society zu London mit der goldenen Preismedaille gekrönten Werk, und in den Later biblical researches in Palestine and the adjacent regions (London 1856; deutsch, Berlin 1857). Aus seinem Nachlass erschien zur Ergänzung dieser Schriften Physical geography of the Holy Land (New York und London 1865; deutsch Physische Geographie des Heiligen Landes, Leipzig 1865). Viele andere Beiträge zur Geographie von Palästina, so die Neuen Untersuchungen über die Topographie Jerusalems (deutsch, Halle 1847), finden sich auch in der von ihm begründeten Bibliotheca Sacra (New York 1843 ff.).
Robinson übersetzte auch Georg Benedikt Winers Grammatik des neutestamentlichen Sprachidioms (1825), Christian Abraham Wahls Clavis Novi Testimenti philologica (1829), Philipp Karl Buttmanns Griechische Grammatik (1833; 3. Auflage, 1851),  Wilhelm Gesenius’ Hebräisches Handwörterbuch (1836; 5. Auflage, 1854). Ferner verfasste er ein Greek and English Lexicon of the New Testament (Boston 1836; letzte überarbeitete Auflage, New York 1850).

## Schriften
- Abriss einer Reise in Palästina im Jahre 1852 von E. Robinson, E. Smith und Andern. In: Zeitschrift der Deutschen Morgenländischen Gesellschaft, Band 7. 1853. S. 37–78 (Digitalisat).